# Isola di Portland
L'isola di Portland (in inglese Isle of Portland) è una penisola e parrocchia civile di 12 710 abitanti della contea del Dorset, in Inghilterra.
In passato isola, Portland è oggi, dal punto di vista morfologico, una penisola, in quanto è unita alla terraferma da una porzione di terra continua benché prevalentemente sabbiosa, parte della Chesil Beach; in lingua inglese è definita come tied island (letteralmente: «isola legata») e raramente il livello del mare è abbastanza alto da renderla effettivamente completamente circondata dalle acque. Dà il nome al cemento Portland grazie a Joseph Aspdin, che diede alla malta derivante dal suo prodotto questo nome per via della somiglianza con un calcare presente sull'isola, la pietra di Portland.

## Monumenti e luoghi d'interesse

### Architetture militari
- Il castello di Portland (Portland Castle), fortezza costiera fatta erigere tra il 1539 e il 1541 da Enrico VIII d'Inghilterra (situata nel villaggio di Castletown)[3][4][5][6]

## Sport
Portland è stata sede degli sport acquatici dei Giochi della XXX Olimpiade, le gare si sono svolte presso il Weymouth and Portland National Sailing Academy. Ci sono state varie polemiche a ciò, per gli scarsi collegamenti autostradali. Attualmente si cerca di potenziarne l'arrivo con arterie da e per Londra e per tutta l'Inghilterra.